# Cornovecchio
Cornovecchio es una localidad y comune italiana de la provincia de Lodi, región de Lombardía, con 232 habitantes (2004).

## Evolución demográfica
| Gráfica de evolución demográfica de Cornovecchio entre 1861 y 2001 |
|                                                                    |
| Fuente ISTAT - elaboración gráfica de Wikipedia                    |